# Sisyphus natalensis
Sisyphus natalensis är en skalbaggsart som beskrevs av Vladimir Balthasar 1968. Sisyphus natalensis ingår i släktet Sisyphus och familjen bladhorningar. Inga underarter finns listade i Catalogue of Life.